# Jerzy Krasowski (oficer)
Jerzy Krasowski (ur. 16 października 1918 w Korcu, zm. 12 lipca 2011 w Szczecinie) – podpułkownik Wojska Polskiego.

## Życiorys
Naukę rozpoczął w szkole powszechnej w Kisielinie, od 1931 roku uczęszczał do gimnazjum państwowego we Włodzimierzu Wołyńskim, a następnie w Równem. Po maturze zgłosił się jako ochotnik do artylerii. We wrześniu 1937 roku został przyjęty do Szkoły Podchorążych Rezerwy Artylerii we Włodzimierzu Wołyńskim, a następnie został przeniesiony do Szkoły Podchorążych Artylerii w Toruniu. W sierpniu 1939 otrzymał przydział do 12 pułku artylerii lekkiej w Tarnopolu. W jego składzie jako oficer zwiadowczy walczył z Niemcami na ziemi kieleckiej. Pod Iłżą został ranny w nogę. 28 września aresztowany przez Sowietów i umieszczony w więzieniu we Włodzimierzu Wołyńskim, a następnie odesłany na leczenie szpitalne. Po opuszczeniu szpitala został zatrudniony jako nauczyciel fizyki i matematyki w Biskupicach Małych, a następnie w Iwaniczach. Tam wstąpił w szeregi Armii Krajowej i przyjął pseudonim „Lech”.
Od 1943 organizował placówki samoobrony w Iwaniczach i Chobułtowie. Placówki samoobrony organizowane przez „Lecha” posłużyły za zalążek organizowanego w czasie Akcji „Burza” 23 pułku piechoty AK, w którym dowódcą II batalionu mianowany został właśnie ppor. „Lech”. W pierwszych miesiącach 1944 walczył z Niemcami i UPA na Wołyniu. 18 stycznia 1944 na czele swojego oddziału walczył o Gnojno (duża wieś położona około 10 km na północny wschód od Włodzimierza Woł.) i o Włodzimierz Wołyński. Za bohaterską postawę w walkach na Wołyniu został odznaczony Krzyżem Walecznych. W końcowej fazie walk, okrążony pułk poniósł wysokie straty w bitwie z Niemcami pod Pisarzową Wolą. Ppor. „Lech” nie wyszedł z okrążenia w Lasach Mosurskich na Polesie, lecz przedostał się do Włodzimierza Wołyńskiego, a następnie na Lubelszczyznę. W lipcu 1944 został awansowany na stopień porucznika. W tym czasie, wspólnie z pozostałymi żołnierzami oddziału pchor. J. Ochmana „Kozaka”, działał na terenie Zamojszczyzny. 30 lipca 1944, będąc w składzie batalionu zbornego 27 Wołyńskiej Dywizji Piechoty, w Szczebrzeszynie został rozbrojony przez Armię Czerwoną. Po wstąpieniu do ludowego Wojska Polskiego skierowany do 3 zapasowego pułku piechoty, a po miesiącu, w sierpniu 1944, został aresztowany i wywieziony do obozu w Diagilewie. W różnych obozach internowania przebywał do listopada 1947. Od 1947 pracował jako ekonomista. Od 1980 na emeryturze. Mieszkał w Domu Kombatanta im. Boruty Spiechowicza w Szczecinie. 20 września 1983 został awansowany na stopień stopnia kapitana.

## Ordery i odznaczenia
- Krzyż Srebrny Orderu Wojennego Virtuti Militari
- Krzyż Kawalerski Orderu Odrodzenia Polski
- Krzyż Walecznych
- Krzyż Armii Krajowej
- Krzyż Zesłańców Sybiru[9]
- Odznaka za Rany i Kontuzje[9]